# Le segrete esperienze di Luca e Fanny
Le segrete esperienze di Luca e Fanny è un film pornografico del 1980 diretto da Roberto Girometti (accreditato come Bob Ghisais) e Gérard Loubeau.

## Trama
La famiglia del giovane Luca trascorre l'estate in una villa in Corsica, dando ospitalità anche a Fanny, la giovane figlia di una coppia di amici, che sta partendo per le vacanze. Martha, la severa governante della villa, rimprovera continuamente le due cameriere e controlla i due giovani. Loriane, la cameriera più esperta, con l'aiuto di Regina, la neo-assunta cameriera di colore, introduce Luca alle prime esperienze sessuali. Nel frattempo la piccola Fanny si dedica ai piaceri del sesso masturbandosi nel letto e nel bagno.
Una sera Regina decide di sedurre Fanny, spingendola verso la sua prima esperienza lesbica, mentre Loriane e Luca spiano la scena dalla finestra sul balcone consumando un rapporto sessuale. Il giorno dopo il ragazzo prende coraggio e convince Fanny a concedergli la sua verginità. A questo punto Luca vuole sedurre anche Martha. La porta in bicicletta ad osservare una cascata nel bosco e ne approfitta per appartarsi insieme con lei. Dopodiché durante la notte si reca nella sua stanza e la convince a praticargli del sesso orale. Alla fine i genitori di Fanny tornano a prenderla ed il padre, ignaro di tutte queste esperienze, decide di immortalare il momento scattando una fotografia a tutti i protagonisti.